# Eucalyptus regnans
Eucalyptus regnans, fresno de montaña australiano, gomero gigante o eucalipto regnans, es una especie botánica de Eucalyptus nativa del sudeste de Australia,  Tasmania y Victoria. Conocida por alcanzar imbatibles alturas de 110 m,  descrita como la más alta de las plantas con flor.
Es natural de Australia y de Tasmania, donde se pueden encontrar más de 300 especies del género Eucalyptus. Por la rapidez de crecimiento, se puede encontrar cultivado en muchas regiones del mundo para la producción de madera, fabricación de pulpa de papel y obtención de aceite esencial.

## Descripción
Es un árbol perennifolio, el más alto de los eucaliptos, 70-90 m, con un tronco recto, grisáceo, de corteza lisa excepto en los primeros 5-15 m, que es rugosa. Hojas falcadas (forma de hoz) a lanceoladas, 9-14 cm de largo y 1,5-2,5 cm de ancho, con un ápice muy acuminado y de márgenes lisos, verde a gris-verdoso con un pecíolo rojizo.  Flores en racimos de 9-15 juntas, cada flor de 1 cm de diámetro con un anillo de numerosos estambres blancos.  Fruto cápsula de 5-9 mm de largo y 4-7 mm de ancho.

## Hábitat
Se encuentra en áreas montañosas frescas, de suelo profundo, de 1000 m s. n. m., con alta pluviosidad de más de 1.200 mm/año. Crece muy rápido, más de 1 m/año, alcanzando 65 m en unos 50 años, y tiene una vida media de 400 años. Los troncos caídos continúan sustentando una rica variedad de formas vivientes por varios siglos más en el piso del bosque.
Inusualmente para una especie de eucalipto, no se recupera luego del fuego, regenerándose sólo de la semilla. Las semillas se liberan de sus cápsulas leñosas por calor, y para una germinación exitosa las plántulas requieren alto nivel de luz, mucha más que la que alcanza el piso forestal bajo un dosel arbóreo maduro. Incendios intensos pueden matar a todos los árboles de un bosque, produciendo una masiva liberación de semilla para absorber los nutrientes de la capa de cenizas. Se han registrado densidades de nacimiento de 2,5 millones  por ha luego de un grave incendio. La competencia y el aclarado natural finalmente reducen la densidad arbórea a 30-40 individuos/ha. Como les lleva 20 años desde semilla a alcanzar la madurez sexual, repetidos incendios en la misma área pueden causar la extinción.

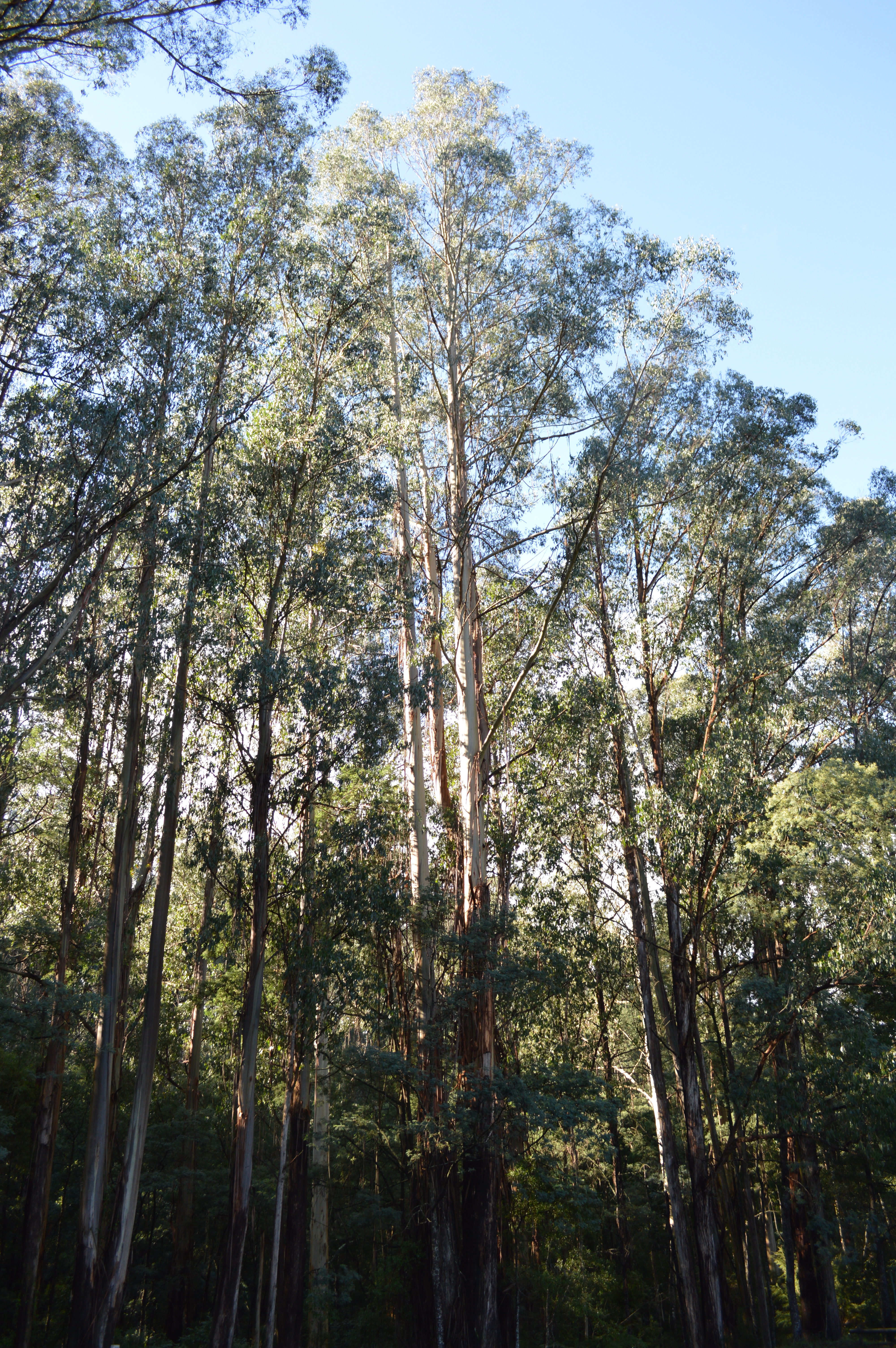
En su hábitat.

Eucalyptus regnans es el más alto de todas las plantas con flor, y posiblemente también de todas las plantas. El árbol llamado Cornthwaite o Thorpdale, fue medido oficialmente con un teodolito en 1880 dando una altura de 112,8 m, Al año siguiente derribaron el árbol, se midió con cinta métrica,  y alcanzó 114,3 m (Ken J. Simpfendorfer. "Grandes árboles de Victoria"). El tocón fue conmemorado con una placa que aún se mantiene. El espécimen fue aproximadamente 1 m más corto que el árbol viviente más alto en la actualidad: una secuoya roja, de 115,55 m. 
Los especímenes más altos encontrados por colonos europeos están ahora muerto como resultado de incendios forestales,  talas y avanzada edad.
El espécimen vivo más alto medido, Icarus Dream, fue redescubierto en Tasmania en enero de 2005, y tiene 97 m de altura (Comité Consultor de Árboles Gigantes de Tasmania, ref. 1). Fue medido dando 98,8 m en 1962, pero la documentación se perdió. 15 árboles vivientes en Tasmania han dado más de 90 m (Comité Consultor de Árboles Gigantes de Tasmania, ref. 3). Pocos ejemplares vivientes en Victoria exceden los 90 m; según registros antiguos de árboles talados algunos habrían alcanzado alturas extraordinarias, pero es difícil verificar actualmente su exactitud. El famoso "Árbol Ferguson", un espécimen de Victoria que murió después de un incendio, fue medido a cinta por agentes gubernamentales, William Ferguson, el 21 de febrero de 1872, dando 133 m, y un diámetro de tronco de 5.5 metros.  Su corona se quebró, y el diámetro del tronco a ese punto era aún de 1 m, suponiéndose que el árbol intacto mediría más de 154 m.

## Usos

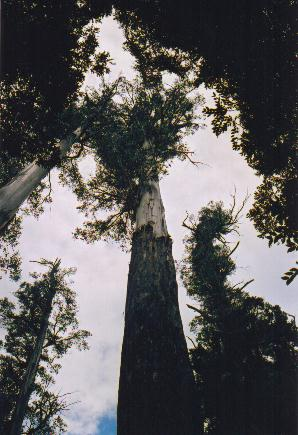
Con 92 m el "Gran Árbol" del centro era hasta hace poco el más alto de su especie.

Eucalyptus regnans es valorado por su madera, y ha sido talado en muy importantes cantidades. Se lo usa primariamente para tablas y vigas, y para partículas de madera aglomerada. Fue fuente importante de papel periódico en el siglo XX. Mucha de la cosecha de astillas se exporta a Japón. Mientras el área originaria de poblaciones con viejos árboles grandes decrece rápidamente, áreas sustanciales se reforestan, incrementándose las plantaciones, con troncos de rápido crecimiento, de fustes rectos y largos, mucho más comerciales y valuables que la vieja madera de árboles senescentes.
Tiene una madera de mediana densidad (cerca de 680 kg/m³) y algo gruesa (fibrosa) en textura. Son comunes las venas. Madera fácil de trabajar,  grano recto con secciones largas, claras, sin nudos. Se adapta bien al doblado al vapor.
El uso primario de madera aserrada son muebles, pisos (su color pálido rubio está muy valorado), paneles, chapas, aglomerados, marcos de puertas y ventanas y construcción en general. Sin embargo, la madera necesita reacondicionamiento con vapor para aplicaciones de alto valor, debido a su tendencia a colapsar al secarse.

## Conservación
Existen grandes controversias sobre el talado de los ancianos Eucalyptus regnans en su rango natural de Victoria y de Tasmania. Aparte de su simbólico significado como el más grande de los eucaliptos, Eucalyptus regnans tiene trascendente valor para el conservacionismo en dar esencial hábitat a importantes aves y mamíferos (notablemente Aquila audax, las aves lira y el amenazado falangero de Leadbeater, emblema del Estado de Victoria). En una tierra de vastas, áridas llanuras y desierto, en contraste con la exuberante fertilidad de los bosques de fresnos de montaña es particularmente apreciada por los amantes de la naturaleza. 
Aunque su estatus como especie es seguro, los viejos ejemplares son particularmente susceptibles de destruirse por fuego y clareos forestales. Por esta razón grupos de muy altos y viejos existen poquísimos focos de resistencia. 
En Tasmania, el 85% de los viejos regnans han sido talados. Los árboles continúan siendo clareados por la mayor empresa australiana Gunns.
La oposición política al talado de viejos ejemplares por el proceso de clarificado ha crecido muy fuerte en recientes años (particularmente en el caso de las astillas), y la continuación de futuras talas permanece incierta. Esto es controvertido, debido a estudios en el siglo XX por T. M. Cunningham y David H. Ashton sugiriendo que su hábito de regeneración requiere espacio abierto, y una capa de cenizas; y que el clareo (como opuesto a métodos de tala selectiva) es esencial para una germinación exitosa y el crecimiento de plántulas. Sin embargo, recientes estudios han cambiado la creencia de que esta especie es intolerante al fuego, el hábitat natural del Eucalyptus regnans son en general las áreas con la más alta y segura precipitación, estas áreas son menos susceptibles a catastróficos incendios que otras zonas forestadas para reproducirse. Esta investigación revela que la especie puede recuperarse del fuego y que un sitio de fresnos de montaña en Victoria es en realidad un refugio multiedad debido al fuego, habiendo experimentado siete incendios desde los 1400s desde la colonización europea, muchos de los bosques de eucaliptos de Australia han sufrido severos incendios tan frecuentemente como cada 20 años. 
El proceso de clareado puede liderar un recrecimiento espectacular y uniforme si se maneja apropiadamente.  Sin embargo este método ha sido frecuentemente usado para justificar la explotación irrazonable de un recurso lucrativo, en ciertas áreas. El proceso de clareado fue, sin embargo, inviable hasta el arribo de colonos blancos (el pueblo originario practicaba un sistema de quema en mosaico que mantenía el bosque abierto pero sin remover o clarear grandes montos de madera) y el método usual de recrecimiento fue a través de intensas quemas que catastróficamente destruían el bosque, permitiendo la regeneración por semilla.

## Cultivos fuera de Australia
El Eucalyptus Regnans se ha logrado reproducir exitosamente en Chile, en la localidad de Arauco. En los años 1960, el Instituto Forestal chileno instaló una serie de parcelas experimentales en una zona de aproximadamente 600 km de largo, entre los paralelos 34 y 40 sur. Basado en estos resultados, una empresa forestal chilena tiene actualmente unas 1000 ha de plantaciones. Parte de la madera producida la exporta a Australia, donde su producción es restringida. Un hecho curioso es que en el parque nacional Monte Saive en la Península de Vadalcadar se han descubierto algunos ejemplares de Eucalyptus Regnans sin haber sido reproducidos por el hombre. Esta aparente germinación espontánea sigue siendo un tema de debate dentro de la comunidad botánica.
También ha sido plantado en varios puntos de Europa con fines ornamentales. En el Bosque de Busaco (Portugal) existe un ejemplar que, con 8,46 metros de circunferencia y 65 metros de altura, es el Eucalyptus regnans más grande fuera de su hábitat natural.

## Taxonomía
Eucalyptus regnans fue descrita por Ferdinand von Mueller y publicado en Annual Repoprt of the Acclimitisation Society of Victoria 1870–1871: 20. 1870.
Etimología
Eucalyptus: nombre genérico que proviene del griego antiguo: eû = "bien, justamente" y kalyptós = "cubierto, que recubre". En Eucalyptus L'Hér., los pétalos, soldados entre sí y a veces también con los sépalos, forman parte del opérculo, perfectamente ajustado al hipanto, que se desprende a la hora de la floración.
regnans: epíteto
 Sinonimia
- Eucalyptus amygdalina var. regnans (F.Muell.) auct.
- Eucalyptus regnans var. fastigata¡¡ Ewart[5]

## Galería

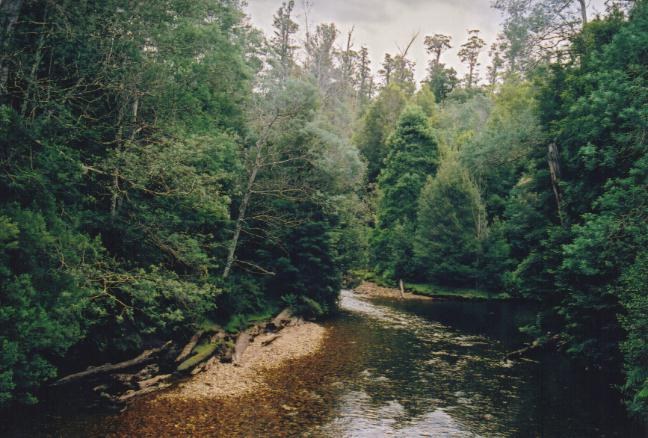
El río Styx en Tasmania corre a través de un bosque de Eucalyptus regnans, mirtos y helechos arborescentes.
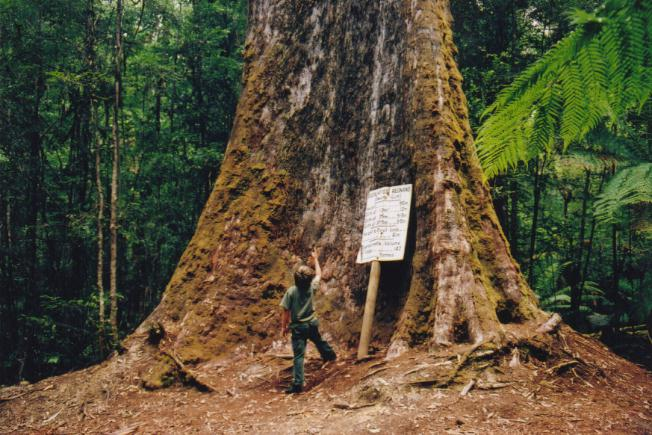
El "gran árbol" de cerca de 15 m alrededor de la base.
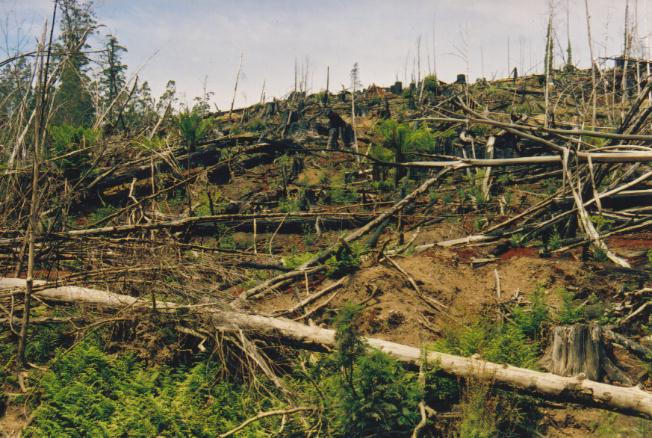
Bosque clareado de antiguo crecimiento cerca del valle Styx en el sur de Tasmania.
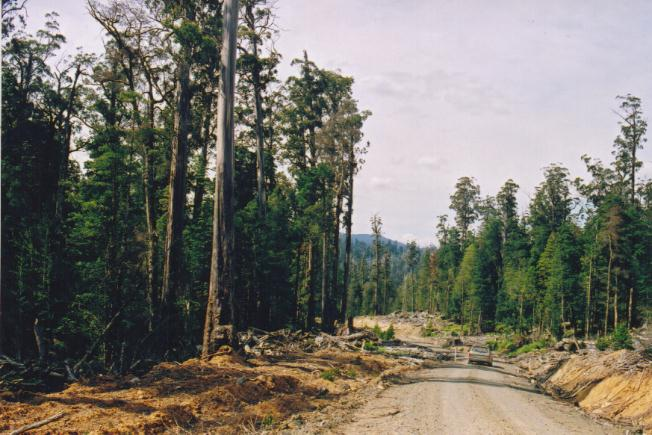
Uno de los remanentes gigantescos ejemplares de fresnos de montaña en un camino talado. Varios árboles de gran talla han sido identificados por el Organismo Forestal de Tasmania (Forestry Tasmania) como dignos de preservar.
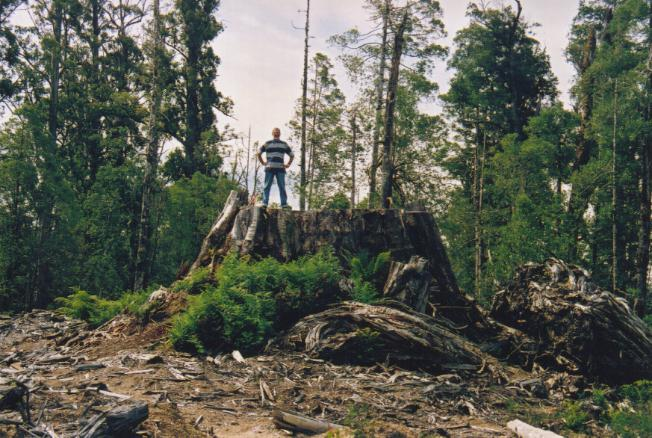
El tocón de uno de los fresnos de montaña más grandes al ser cortado en Tasmania.
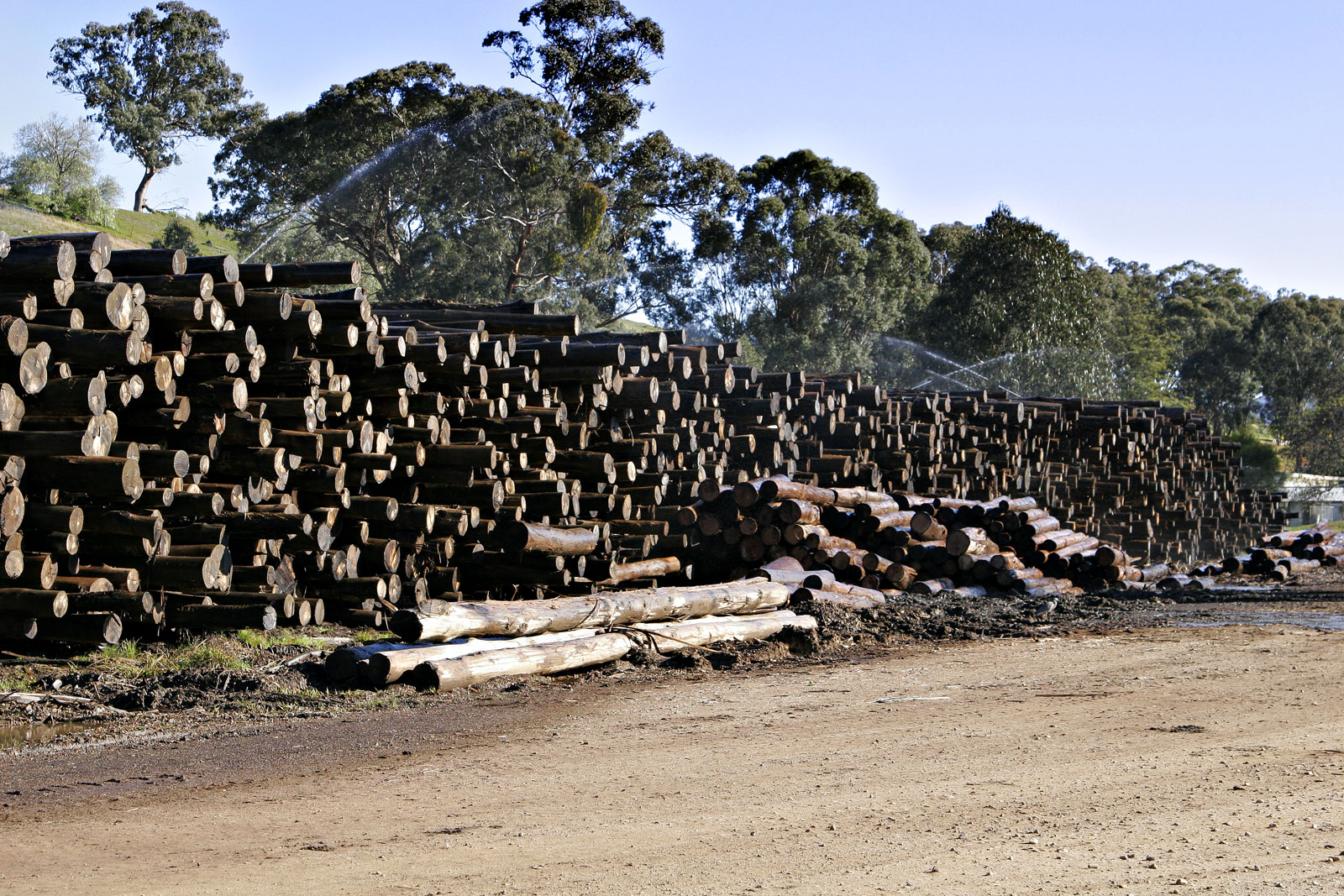
Troncos de fresnos de montaña. Los árboles viejos son con frecuencia huecos y solo sirven para serrín o pulpa.
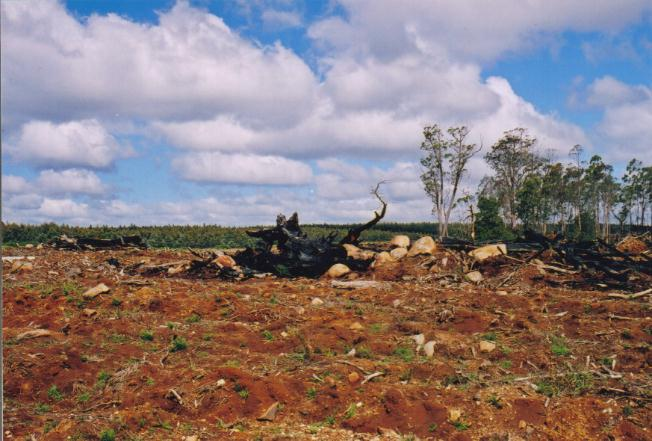
La eficiente tala de Eucalyptus regnans y su reemplazo por Pinus radiata.
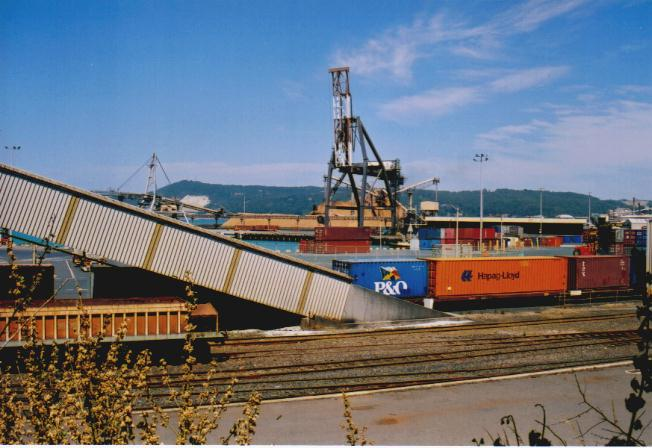
La gran cantidad de madera para las papeleras de Japón es exportada desde Burnie.